# 汉绣
漢繡源於戰國時期的楚地刺繡，是中国十大名绣之一。

## 歷史
春秋戰國時期，南方的楚國絲織業代表當時華夏絲織品工藝技術的最高水平。屈原在【楚辭·招魂】中亦有對楚地絲織描寫：「翡翠珠被，爛齊光些。蒻阿拂壁，羅帳張些；纂組綺縞，結琦璜些。… …翡幃翠帳，飾高堂些」，「被文服纖，麗而不奇些。」
清朝初年由荊州、沙市傳至武漢。現主要流行於荊沙、武漢、洪湖一帶。 漢繡歷史悠久，曾與蘇繡、湘繡等齊名。直到民初時，湖北地區無論是生活用品、裝飾品還是禮儀用品，漢繡製品隨處可見。1915年,「漢繡」更在巴拿馬國際博覽會上獲得金獎。
咸豐年間，漢口設有織繡局，集中各地繡工繡製官服和各種飾品。清末，在武昌的營坊口、塘角、白沙洲（白沙洲更有「男會駕船，女會繡花」之說）、積玉橋和漢口的黃陂街、大夾街一帶，開有許多繡鋪，漢口還有一條繡花街。當時的漢繡產品主要分三類：作為用於閨閣陪嫁的生活用品，包括有繡衣、繡枕、門簾、帳沿、繡鞋、頭巾、圍裙、荷包等。 二是裝飾品。有壁掛、中堂、屏風、彩帳、堂彩、龍衣、獅皮、戲裝、道具等。其中，漢口的繡花戲衣頗具名氣。四〇年代末期，武漢還是全國三大戲劇服裝生產基地之一。 三是敬神賽會的禮儀用品，包括神袍、袈裟、彩幡等。

## 工藝特色
漢繡，以楚繡為基礎，繡品多由外圍層層向內走針，進而鋪滿繡面。漢繡以一套獨特的鋪、平、織、間、壓、纜、摻、盤、套、墊、鎖、扣的針法別於其它名繡。 漢繡的主要表現形式為「平金夾繡」。施針講究分層破色、層次分明，對比強烈。漢繡品圖案可以枝上生花，花上生葉，葉上還可出枝，追求充實豐滿、富麗堂皇的熱鬧氣氛。這是「花無正果，熱鬧為先」的美學體現。江陵馬山一號墓發掘出的戰國中期繡品，進一步證實了漢繡的這種「花無正果，熱鬧為先」美學思想發展。該繡品中「繡線顏色以紅、黃、綠、蘭等亮色為主，以密集的滿繡填充塊面，或虛出繡紋輪廓內的局部塊面，繡出的珍禽異獸、奇花佳卉富於立體感和虛實感，色彩鮮豔、花紋瑰麗，典雅而富麗」。
漢繡施針果斷，講究「齊針」，即圖案邊緣須齊整。除基本的「齊針」繡法外，還根據繡品不同的質地和花紋，靈活運用諸如墊針繡、鋪針繡、紋針繡、遊針繡（類似於亂針法） 、關針繡、潤針繡、凸針繡、堆金繡、雙面繡等等針法，賦予繡品立體感。

## 洪湖漢繡
洪湖漢繡以漢繡名藝吳文琇吳氏家傳技藝為基礎，到二十世紀五十年代時成為漢繡承傳的大宗。

## 現況
抗戰時期，日軍進攻武漢時，燒毀當時漢繡重鎮──繡花街，漢繡工藝便日趨凋零，技藝幾近失傳。 在歷經「文革十年浩劫」和現代文化的衝擊，漢繡更是瀕臨滅絕。2008年6月,漢繡入選第二批國家級非物質文化遺產保護名錄。